# Marijampolė inomhus fotbollsarena
Marijampolė inomhus fotbollsarena eller tidigare ARVI maniežas (2011–2019) är en fotbollsarena i Marijampolė i Litauen. Den är hemmaarena för FK Sūduva och Marijampolė City. 

## Fotbollsarenan
Marijampolė inomhus fotbollsarena byggdes 2007–2008.
Utrustad med en konstgjord fotbollsplan i full storlek, kan trottoarkanten spela fotboll året runt. Det finns banor för friidrott i trottoarkanten, det finns omklädningsrum med dusch och massagerum. Under den kalla säsongen finns det både fotbolls- och atletiska träningspass, vänliga fotbollsmatcher och lokala och internationella fotbollsturneringar.
Manege är en fantastisk plats för masskulturella evenemang, året runt utställningar och mässor. Det är möjligt att organisera officiella fotbollsmatcher i förkylningar under den kalla säsongen.
Stadion är den främsta utomhus rekreation, underhållning och idrottsplats i staden Marijampolė, med en kapacitet på 2 660 åskådare. 
ARVI inomhus fotbollsarena är hem för träning och hemmamatcher för FK Sūduva och Marijampolė City fotbollslag, friidrott och andra sporter.
11 december 2019 rapporterades att ARVI-gruppen inte längre skulle stödja FK Sūduva. Det fanns anteckningar och skyltar med namnet på en tidigare sponsor. ARVi Arena har fått nytt namn till Marijampolė fotbollsarena (åtminstone tillfälligt tills en annan sponsor dyker upp).

## Övrigt
- Kapacitet: 2 660.
- Publikrekord: (?)
- Spelplan: 105 x 68 m.
- Underlag: konstgräs.
- Belysning: 2007
- Byggnadsår: 2008
- Total byggkostnad: